# استاتیک گازها

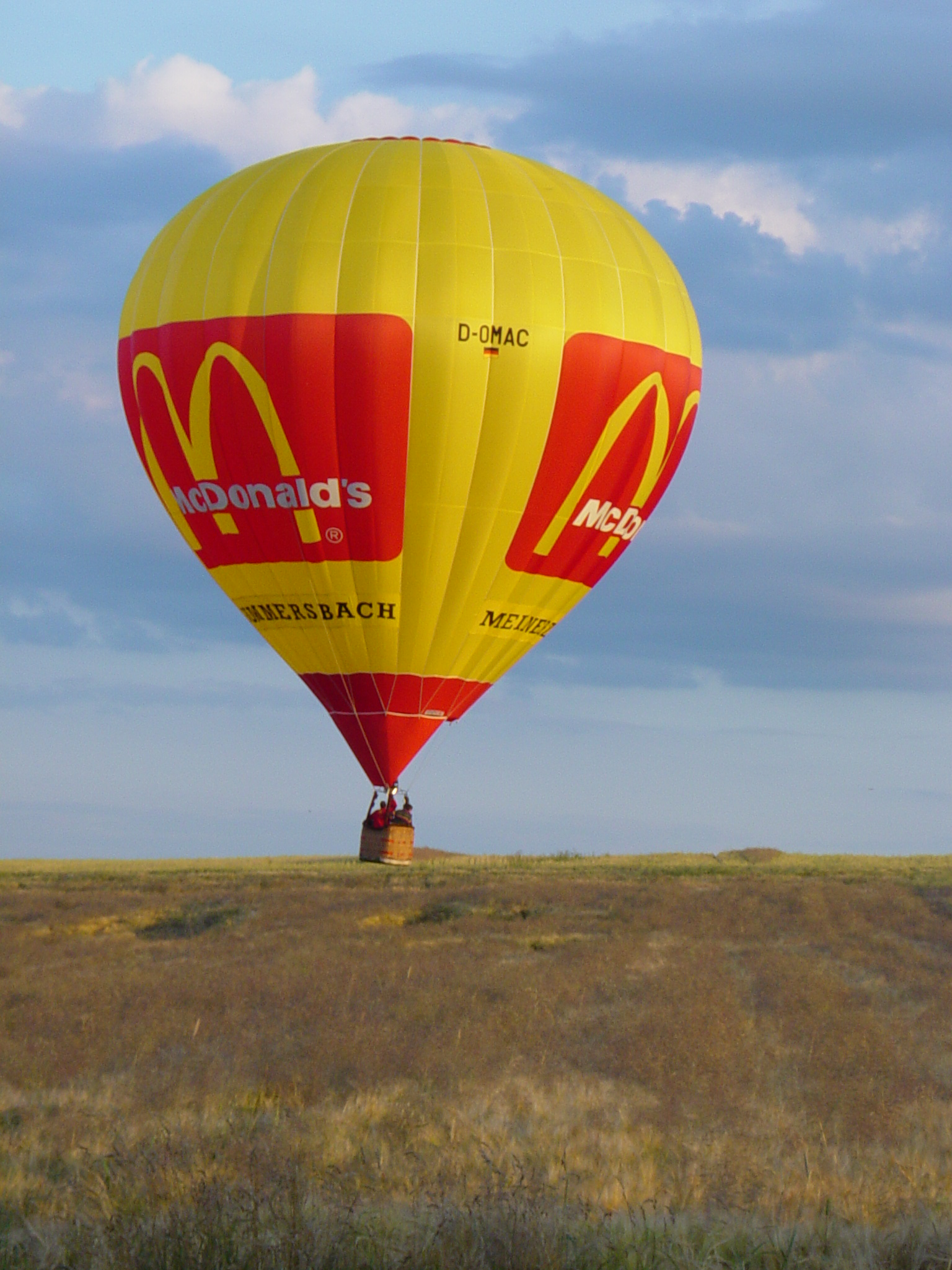
نمایی از یک‌بالون هوای گرم که با استفاده از اصول استاتیک گازها تولید می‌شود.

استاتیک گازها (انگلیسی: Aerostatics) شاخه‌ای از استاتیک شاره‌ها است که به مطالعهٔ گازها در حالت ساکن می‌پردازد. شاخهٔ متناظر با آن که به مطالعهٔ گازها در حال حرکت می‌پردازد، دینامیک گازها یا آیرودینامیک نام دارد. استاتیک گازها علم مطالعهٔ تغییرات مکانی چگالی، به ویژه در هوا است.
هواایست دستگاهی سبک‌تر از هوا مانند کشتی هوایی یا بادکنک است که از اصول استاتیک گازها برای شناوری در هوا بهره می‌برد.

## قانون‌های پایه
معادلات حاکم بر رفتار گازها در وضعیت ساکن، مشابه با هیدرواستاتیک است. برای آغاز، معادلهٔ تکانهٔ سیال در حال جریان به صورت زیر نوشته می‌شود:
{\displaystyle \rho [{\partial U_{j} \over \partial t}+U_{i}{\partial U_{j} \over \partial t}]=-{\partial P \over \partial x_{j}}-{\partial \tau _{ij} \over \partial x_{i}}+\rho g_{j}}
که در آن {\displaystyle \rho } چگالی سیال، {\displaystyle U_{j}} سرعت لحظه‌ای، {\displaystyle P} فشار سیال، {\displaystyle g} نیروهای حجمی خارجی وارد بر سیال و {\displaystyle \tau _{ij}} ضریب انتقال تکانه هستند. از آن‌جایی که طبیعت سیال ساکن حکم می‌کند که {\displaystyle U_{j}=0} و {\displaystyle \tau _{ij}=0} باشند، مجموعهٔ معادلات دیفرانسیل جزئی زیر، که بیان کنندهٔ معادلات اساسی استاتیک گازها هستند، به دست می‌آیند.
{\displaystyle {\partial P \over \partial x_{j}}=\rho g_{j}}
افزون بر این، برای لحاظ کردن چگالی غیر ثابت در سیستم‌های سیال گازی بایستی قانون گاز کامل مد نظر قرار گیرد:
{\displaystyle {P \over \rho }=RT}
که در آن {\displaystyle R} ثابت جهانی گازها و {\displaystyle T} دمای گاز هستند. بنابراین معادلات دیفرانسیل جزئی استاتیک گازها به صورت زیر در می‌آیند:
{\displaystyle {\partial P \over \partial x_{j}}=\rho {\hat {g_{j}}}={P \over \ RT}{\hat {g_{j}}}}
می‌توان از معادلات بالا برای محاسبهٔ توزیع فشار در گازهایی که وضعیت ترمودینامیکی آن‌ها توسط معادلهٔ حالت گازهای کامل به دست می‌آید، بهره برد.

## محدودهٔ مطالعه
- نوسانات فشار جو
- سطح مقطع هوا
- چگالی گاز
- فشار گاز
- نظریه جنبشی
- فشار نسبی در مخلوط‌های گازی
- اندازه‌گیری فشار